# Byrsalepis rhodesiana
Byrsalepis rhodesiana är en skalbaggsart som beskrevs av Gilbert John Arrow 1943. Byrsalepis rhodesiana ingår i släktet Byrsalepis och familjen Melolonthidae. Inga underarter finns listade.